# Mathias Loras

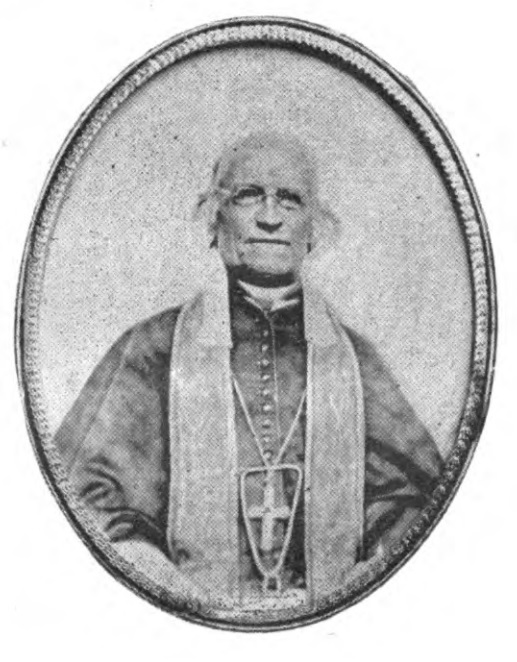
Bischof Mathias Loras

Pierre-Jean-Mathias Loras (* 30. August 1792 in Lyon, Frankreich; † 19. Februar 1858 in Dubuque, Vereinigte Staaten) war ein französisch-stämmiger Römisch-katholischer Bischof in den Vereinigten Staaten. Er war der erste Bischof von Dubuque.

## Leben
Loras empfing am 12. November 1815 die Priesterweihe durch den Erzbischof von Lyon, Joseph Fesch. 1829 folgte er einem Ruf des Bischofs Michael Portier nach Alabama.
Am 28. Juli 1837 wurde er zum ersten Bischof der aus dem Bistum Saint Louis herausgetrennten, nunmehr eigenständigen Diözese Dubuque ernannt. Michael Portier, inzwischen Bischof von Mobile spendete ihm am 10. Dezember desselben Jahres die Bischofsweihe; als Mitkonsekrator fungierte Anthony Blanc, Bischof von New Orleans. Die Amtseinführung fand am 19. April 1839 statt. Loras hatte das Amt bis zu seinem Tod inne.

## Wirken als Bischof
Seit 1843 ist die Ordensgemeinschaft der Schwestern der Nächstenliebe (BVM) in Dubuque ansässig, die unter anderem die heutige Clarke University gründeten. 1839 rief Loras das Loras College ins Leben.